# Морозов, Иван Иванович (актёр)
Иван Иванович Морозов (род. 15 февраля 1938, Малая Петровка, Куйбышевская область) — советский и российский актёр, Заслуженный артист РСФСР (16 февраля 1981).

## Биография
Окончил студию при Куйбышевском театре драмы им. М. Горького в 1963 году, педагог — Я. М. Киржнер.
В Самарском академическом театре драмы с 1963 года.

## Театральные роли
- 1978 — А. Островский «Бешеные деньги» — Васильков (реж. П. Монастырский)
- 1979 — Х. Вуалийоки «Дом на скале» — Юхани (реж. П. Монастырский)
- 1980 — Е. Носов «Усвятские шлемоносцы» — Касьян (реж. П. Монастырский)
- 1983 — М. Горький «Дачники» — Дудаков (реж. П. Монастырский)
- 1984 — В. Гуркин «Любовь и голуби» — Василий (реж. Г. Меньшенин)
- 1990 — А. Островский «Правда — хорошо, а счастье лучше» — Грознов (реж. М.Карпушкин)
- 1991 — А. Островский «Волки и овцы» — Лыняев (реж. П. Монастырский)
- 1996 — Дж. Стейнбек «О мышах и людях» — Смитти (реж. В. Гвоздков)
- 1998 — И. Тургенев «Чужой хлеб» — Иванов, Кузовкин (реж. А. Андреев)
- 1998 — Н. Гоголь «Старосветская любовь» — Афанасий Иванович (реж. Г.Васильев)
- 1998 — Т. Стоппард «Розенкранц и Гильденстерн мертвы» — Клавдий (реж. А. Андреев)
- 2001 — Ф. М. Достоевский «Униженные и оскорблённые» — Ихменев (реж. В. Гвоздков)
- 2002 — А. Островский «Доходное место» — Василий (реж. В. Фильштинский)
- 2002 — Ж. Колар «Ladies’ night» — Смит, судебный исполнитель, полицейский (реж. П. Ланди)
- 2003 — Р. Куни «Особо любящий таксист» — инспектор Портерхаус (реж. В. Гвоздков)
- 2004 — Х. Маккой «Танцевальный марафон» — Мак Астон (реж. П. Ланди)
- 2005 — Л. Гелбарт «Слай Фокс, или Хитрый лис» — клерк в суде (реж. У. Шоен);
- 2006 — А. Менчелл «С тобой и без тебя» — Сэм (реж. В. Гришко);
- 2006 — А. Червинский «Бумажный патефон» — Оскар Борисович (реж. М. Кальсин);
- 2007 — В. Шекспир «Ромео и Джульетта» — Джованни (реж. В. Фильштинский)
- 2007 — П. Бомарше «Безумный день, или Женитьба Фигаро» — Бартоло (реж. В.Гришко)
- 2008 — А. Иванов «Божьи одуванчики» — Кровель Борис Матвеевич (реж. О.Скивко)
- 2008 — А. Островский «Лес» — Уар Кирилыч Бодаев (реж. А.Кузин)
- 2008 — Ж. Коллар «Ladies` Night» — Смит, судебный исполнитель, полицейский (реж. П. Ланди)

### Текущие роли
- «Бумажный патефон» — Оскар Борисович
- «Ladies` Night» — Смит, судебный исполнитель, полицейский
- «С тобой и без тебя» — Сэм
- «Лес» — Уар Кирилыч Бодаев
- «Божьи одуванчики» — Кровель Борис Матвеевич
- «Безумный день, или Женитьба Фигаро» — Бартоло
- «Униженные и оскорблённые» — Ихменев Николай Сергеевич
- «Доходное место» — Василий
- «Ромео и Джульетта» — Джованни, монах
- «Старосветская любовь» — Афанасий Иванович